# Zürchau
Zürchau ist ein Ortsteil von Nobitz im Landkreis Altenburger Land in Thüringen.

## Lage
Der Ortsteil Zürchau befindet sich an der Bahnstrecke Gößnitz–Schmölln und am linken Pleißeufer südöstlich von Saara im Lösshügelland um Altenburg und Schmölln.

## Geschichte
In der Zeit von 1181 bis 1214 war die erste urkundliche Erwähnung des Dorfes im Zehntregister des Klosters Bosau. Das örtliche Rittergut war zeitweise mit dem Rittergut im Nachbarort Maltis besitzmäßig verbunden.
Zürchau Ort gehörte zum wettinischen Amt Altenburg, welches ab dem 16. Jahrhundert aufgrund mehrerer Teilungen im Lauf seines Bestehens unter der Hoheit folgender Ernestinischer Herzogtümer stand: Herzogtum Sachsen (1554 bis 1572), Herzogtum Sachsen-Weimar (1572 bis 1603), Herzogtum Sachsen-Altenburg (1603 bis 1672), Herzogtum Sachsen-Gotha-Altenburg (1672 bis 1826). Bei der Neuordnung der Ernestinischen Herzogtümer im Jahr 1826 kam der Ort wiederum zum Herzogtum Sachsen-Altenburg.
Nach der Verwaltungsreform im Herzogtum gehörte er bezüglich der Verwaltung zum Ostkreis (bis 1900) bzw. zum Landratsamt Altenburg (ab 1900). Das Dorf gehörte ab 1918 zum Freistaat Sachsen-Altenburg, der 1920 im Land Thüringen aufging. 1922 kam es zum Landkreis Altenburg.
Am 1. Juli 1950 wurde Maltis nach Zürchau eingemeindet. Bei der zweiten Kreisreform in der DDR wurden 1952 die bestehenden Länder aufgelöst und die Landkreise neu zugeschnitten. Somit kam die Gemeinde Zürchau mit dem Kreis Schmölln an den Bezirk Leipzig, der seit 1990 als Landkreis Schmölln zu Thüringen gehörte und 1994 im Landkreis Altenburger Land aufging. Am 1. November 1973 erfolgte die Eingliederung der Gemeinde Zürchau in die Gemeinde Zehma. Mit dem Aufgehen der Gemeinde Zehma in der Einheitsgemeinde Saara wurde Zürchau am 1. Januar 1996 ein Ortsteil dieser Gemeinde, bis diese wiederum am 31. Dezember 2012 zu Nobitz kam.
Anfang 1880 prägten die Landwirtschaft, eine Mühle, die Kirche, das Rittergut, eine Schule sowie die Gärtnerei und ein Bauerngut das Geschehen im Dorf. 183 Einwohner lebten damals dort in 34 Familien. Heute sind 150 Personen im Ort beheimatet. Sie haben schmucke Fachwerkaltbauten und neu gebaute Häuser.

## Kirche
St. Nikolaus